# Colorado City, Arizona
Colorado City je gradić u američkoj saveznoj državi Arizona. Prema popisu stanovništva iz 2010. u njemu je živjelo 4,821 stanovnika.